# Eleição presidencial nos Estados Unidos em 1820
A eleição presidencial dos Estados Unidos de 1820 foi a nona eleição presidencial no país. Tratou-se da terceira e última eleição presidencial na história dos Estados Unidos na qual um candidato concorreu sem qualquer oposição efetiva (as duas anteriores haviam sido as eleições presidenciais de 1789 e a 1792, nas quais George Washington havia concorrido sem um rival).
O presidente americano James Monroe e o vice-presidente Daniel D. Tompkins foram reeleitos sem uma campanha séria.

## Processo eleitoral
Os eleitores gerais elegem outros "eleitores" que formam o Colégio Eleitoral. A quantidade de "eleitores" por estado varia de acordo com a quantidade populacional do estado. Em quase todos os estados, o vencedor do voto popular leva todos os votos do Colégio Eleitoral.

## Votações das indicações dos congressistas
Os congressistas americanos se reuniam informalmente para decidirem quem seriam os candidatos pelo seu partido.

### Indicação doPartido Democrata-Republicano
- James Monroe (Virgínia), presidente dos Estados Unidos.

Como a reindicação do presidente Monroe nunca foi posta em dúvida, poucos republicanos sequer se preocuparam em comparecer ao caucus de abril de 1820. Apenas 40 delegados compareceram, com poucos ou nenhum delegado dos grandes estados da Virgínia, Pensilvânia, Carolina do Norte, Massachusetts e Nova Jérsei. No lugar de indicar o presidente com apenas um punhado de votos, o caucus deixou de fazer uma indicação formal. Richard M. Johnson ofereceu a seguinte resolução: "É imprudente, a este ponto, dar sequência à indicação de pessoas para os cargos de Presidente e Vice-Presidente dos Estados Unidos." Após algum debate, a resolução foi adotada unanimemente, e a reunião dissolvida. Assim, o presidente Monroe e o vice-presidente Daniel D. Tompkins tornaram-se os candidatos de facto para a reeleição.
| Voto presidencial |    | Voto vice-presidencial |    |
| James Monroe      | 40 | Daniel D. Tompkins     | 40 |
| ----------------- | -- | ---------------------- | -- |

## Resultados
O único voto contra Monroe veio de William Plumer, um "eleitor" de Nova Hampshire, ex-senador dos Estados Unidos e governador de Nova Hampshire. Plumer lançou o seu voto para o então Secretário de Estado John Quincy Adams. Enquanto alguns relatos afirmam incorretamente que isto visava assegurar que George Washington continuaria a ser o único presidente americano escolhido por unanimidade pelo Colégio Eleitoral, mas este não era o objetivo da Plumer. Na verdade, Plumer simplesmente pensava que Monroe tinha sido um presidente medíocre e que Adams seria uma opção melhor. Plumer também se recusou a votar em Tompkins para vice-presidente, por ser "excessivamente destemperado", não ter "o peso de caráter que o cargo exige", e "porque ele flagrantemente negligenciava o seu dever" em seu "papel oficial como presidente do Senado por estar ausente quase três quartos do tempo"; Plumer votou em Richard Rush.
| Candidato presidencial                                                | Candidato presidencial                                                | Partido                                                               | Estado de origem                                                      | Voto popular(a), (b)                                                  | Voto popular(a), (b)                                                  | Colégio Eleitoral(c) |
| Candidato presidencial                                                | Candidato presidencial                                                | Partido                                                               | Estado de origem                                                      | Votos                                                                 | Porcentagem                                                           | Colégio Eleitoral(c) |
| --------------------------------------------------------------------- | --------------------------------------------------------------------- | --------------------------------------------------------------------- | --------------------------------------------------------------------- | --------------------------------------------------------------------- | --------------------------------------------------------------------- | -------------------- |
|                                                                       | James Monroe                                                          | Democrata-Republicano                                                 | Virgínia                                                              | 108.359                                                               | 100%                                                                  | 228/231              |
| Total                                                                 | Total                                                                 | Total                                                                 | Total                                                                 | 108.359                                                               | 100%                                                                  | 228/231              |
| Votos minímos que se são necessários do Colégio Eleitoral para vencer | Votos minímos que se são necessários do Colégio Eleitoral para vencer | Votos minímos que se são necessários do Colégio Eleitoral para vencer | Votos minímos que se são necessários do Colégio Eleitoral para vencer | Votos minímos que se são necessários do Colégio Eleitoral para vencer | Votos minímos que se são necessários do Colégio Eleitoral para vencer | 115/117              |

Fonte:
(a)Apenas 15 dos 24 estados escolheram "eleitores" pelo voto popular.

(b)Os Estados que escolheram "eleitores" pelo voto popular tinham muitas diferentes restrições ao sufrágio por meio de exigências de propriedade.

(c)Houve uma disputa quanto à validade dos votos eleitorais vindos de Missouri, devido ao momento de sua assunção como um Estado. O primeiro número (228) exclui os votos de Missouri e o segundo (231) os inclui.

| Candidato vice-presidencial                                           | Candidato vice-presidencial                                           | Partido                                                               | Estado de origem                                                      | Colégio Eleitoral(c) |
| --------------------------------------------------------------------- | --------------------------------------------------------------------- | --------------------------------------------------------------------- | --------------------------------------------------------------------- | -------------------- |
|                                                                       | Daniel D. Tompkins                                                    | Democrata-Republicano                                                 | Nova Iorque                                                           | 215/218              |
|                                                                       | Richard Stockton                                                      | Federalista                                                           | Nova Jersey                                                           | 8                    |
|                                                                       | Daniel Rodney                                                         | Federalista                                                           | Delaware                                                              | 4                    |
|                                                                       | Robert Goodloe Harper                                                 | Federalista                                                           | Virgínia                                                              | 1                    |
|                                                                       | Richard Rush                                                          | Federalista                                                           | Pensilvânia                                                           | 1                    |
| Total                                                                 | Total                                                                 | Total                                                                 | Total                                                                 | 229/232              |
| Votos minímos que se são necessários do Colégio Eleitoral para vencer | Votos minímos que se são necessários do Colégio Eleitoral para vencer | Votos minímos que se são necessários do Colégio Eleitoral para vencer | Votos minímos que se são necessários do Colégio Eleitoral para vencer | 115/117              |

(c)Houve uma disputa quanto à validade dos votos eleitorais vindos de Missouri, devido ao momento de sua assunção como um Estado. O primeiro número (215) exclui os votos de Missouri e o segundo (218) os inclui.

## Seleção dos "eleitores" do Colégio Eleitoral
| Métodos de escolha dos "eleitores" do Colégio Eleitoral                                                                           | Estado (s) |
| --- | --- |
| Cada "eleitor" é nomeado pelo legislativo estadual.                                                                               | Alabama, Delaware, Geórgia, Indiana, Louisiana, Missouri, Nova Iorque, Carolina do Sul, Vermont.                    |
| Cada "eleitor" é escolhido pelos eleitores em todo o estado.                                                                      | Connecticut, Mississipi, Nova Hampshire, Nova Jersey, Carolina do Norte, Ohio, Pensilvânia, Rhode Island, Virgínia. |
| O estado é dividido em distritos eleitorais, os eleitores de cada distrito escolhem um "eleitor".                                 | Illinois, Kentucky, Maryland, Tennessee.                                                                            |
| Dois eleitores são escolhidos pelos eleitores em todo o estado; Um eleitor é escolhido por distrito, pelos eleitores do distrito. | Maine, Massachusetts.                                                                                               |